# Viktor Stretti
Viktor Stretti, křtěný Vítězslav Otakar (7. dubna 1878, Plasy – 3. března 1957, Dobříš), byl český grafik, malíř a ilustrátor, známý hlavně svými lepty ze staré Prahy a portréty významných osobností. Zasloužil se o rozšíření zvyku posílat novoroční gratulace a PF.

## Život
Pocházel ze staré italské umělecké rodiny, usedlé v Praze, ale jeho otec MUDr. Karel Stretti (1844–1905 Praha) působil od roku 1873 do roku 1886 v Plasích jako osobní lékař ve službách rodu Metternichů. S manželkou Marií, rozenou Jahnovou (1848–1929) měli celkem sedm dětí (syn Vladimír zemřel jednoroční roku 1887). Od roku 1885 studoval Viktor Stretti na české reálce v Praze a po maturitě na Umělecko-průmyslové škole a na Akademii výtvarných umění u Františka Ženíška. Roku 1898 studoval na akademii v Mnichově, kde se u Petera Halma blíže seznámil s technikou leptu a získal za své grafiky medaili. Po roční vojenské službě cestoval po Francii a zejména po Normandii a od roku 1902 byl asistentem na Uměleckoprůmyslové škole v Praze. Později působil jako úspěšný grafik a portrétní malíř a hodně cestoval. V jeho pozdější tvorbě se tak objevují i exotické náměty.
Byl členem spolků Mánes a Hollar. Byl nositelem vyznamenání Rytíř francouzské Čestné legie.. Dále byl členem pražské zednářské lóže Jan Ámos Komenský.[zdroj?]
Zemřel roku 1957 a byl pohřben v rodinné hrobce na Vinohradském hřbitově.
Od roku 2009 je v bývalém klášteře Plasy otevřena galerie rodiny Strettiů.